# زیردریایی آی-۱۷۶
زیردریایی آی-۱۷۶ (به انگلیسی: Japanese submarine I-176) یک زیردریایی بود که طول آن ۱۰۵٫۵ متر (۳۴۶ فوت) بود. این زیردریایی در سال ۱۹۴۱ ساخته شد.